# Kevin Quiñones
Kevin Quiñones (30 de abril de 1992, Ciudad de México, México) es un exjugador profesional de fútbol mexicano que se desempeñó como mediocampista en el Reynosa F.C. Actualmente juega en el Horreo en el Centro Asturiano de México y Aliens FC de la Kings League Americas. Debutó con el Club Universidad Nacional de la Primera División Mexicana el 26 de septiembre de 2010 en un Pumas 2-2 Atlante sustituyendo a Oscar Rojas en el minuto 81.
Actualmente fue fichado por el Reynosa F.C de cara al torneo Apertura 2016 de la Liga Premier de Ascenso.

## Clubes
| Club           | País   | Año       |
| -------------- | ------ | --------- |
| Pumas UNAM     | México | 2010-2012 |
| Pumas Morelos  | México | 2012      |
| Pumas UNAM     | México | 2013-2014 |
| Reynosa F.C    | México | 2015      |
| Real Cuatitlán | México | 2015-2016 |
| Reynosa F.C    | México | 2016-2017 |

## Palmarés
| Temporada | Equipo | Título          |
| --------- | ------ | --------------- |
| 2011      | UNAM   | Torneo Clausura |